# حرباء بارسون
حرباء بارسون (الاسم العلمي: Calumma parsonii) نوع من الحرابي يعيش في شمالي وشرقي جزيرة مدغشقر في إفريقيا.
هذا النوع يعد من أضخم أنواع الحرابي حيث يصل طول الأفراد البالغة إلى 68 سم ووزنها إلى 700جرام، ما يجعلها أثقل أنواع الحرابي وزنًا.
تتغذى حرباء بارسون على الحشرات والمفصليات وغيرها من الحيوانات الصغيرة، فهي تعتبر أي مخلوق متحرك أصغر من حجم فمها طعامًا لها. وتقوم حرباء بارسون مثل بقية أنواع الحرابي بصيد فرائسها عن طريق إطلاق لسانها الذي يبلغ طوله طول الحرباء نفسها إلى الفريسة، فيلتصق بها ثم يعود إلى فم الحرباء فيقوم بتحطيم الفريسة ثم بلعها.
على الرغم من انتشار الحرابي بين مربي الحيوانات الزاحفة، وكون حرباء بارسون من الأنواع ذات الألوان الزاهية، إلا أنها نادرة الوجود بين ممارسي هذه الهواية. وذلك لأن إنتاج هذا النوع من الحرابي في الأسر أمر شديد الصعوبة.
سميت حرباء بارسون بهذا الاسم نسبة إلى الفيزيائي البريطاني جيمز بارسون.

## التكاثر
تبيض أنثى حرباء بارسون ما يصل إلى 50 بيضة، وتفقس هذه البيوض بعد حوالي سنتين من وضعها. بعد الفقس مباشرة تكون الصغار معتمدة تمامًا على أنفسها في الاختباء والتسلق وصيد الفرائس من الحشرات والمخلوقات الصغيرة. حيث أن وظيفة الحرباء الأم تنتهي بوضع البيوض ثم تترك حفرة البيض ولا تعود إليها.